# Monk's House

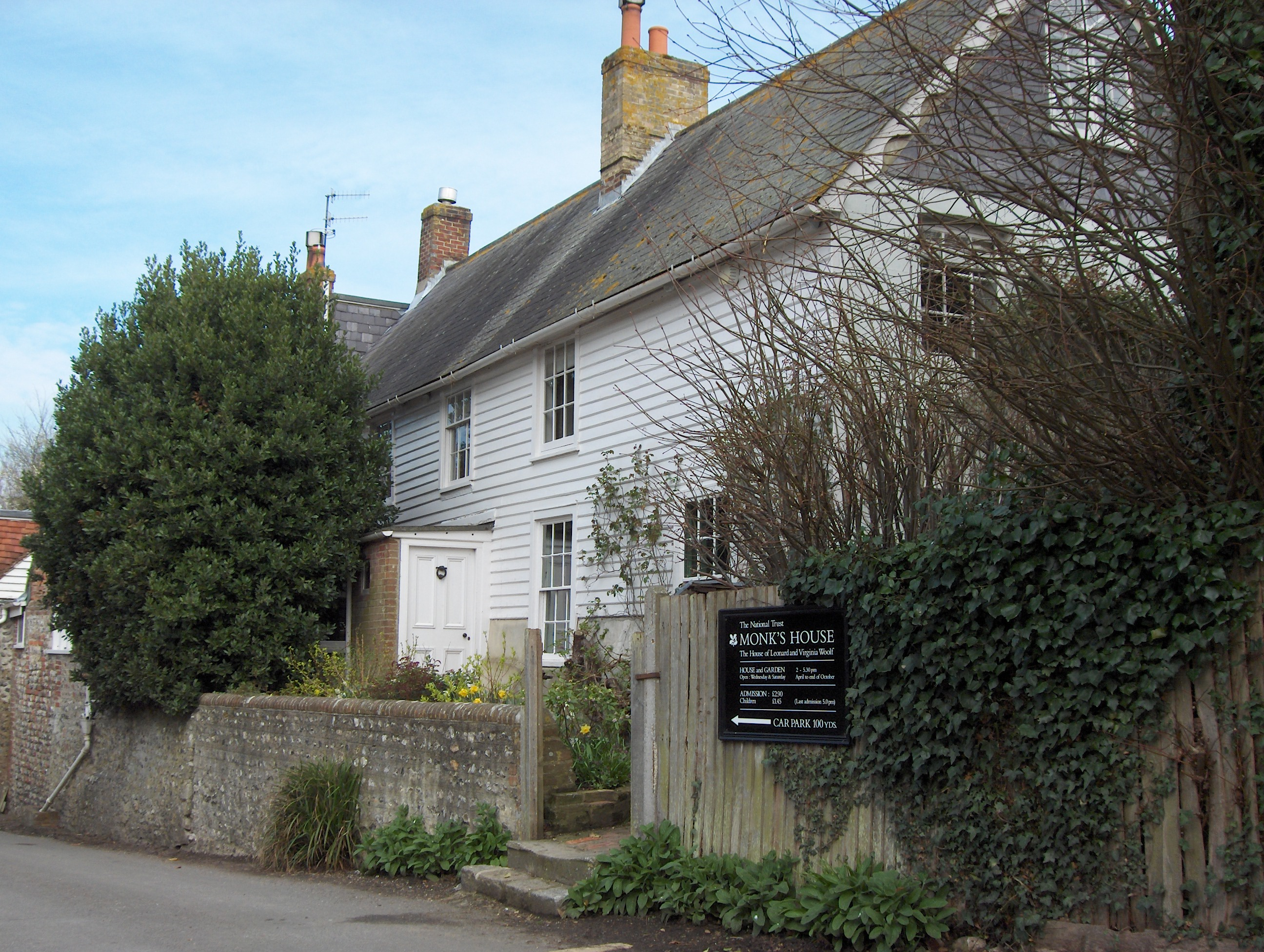
Façade de Monk's house

Monk's House est un cottage du XVIIIe siècle situé dans le village de Rodmell, à 4,8 km (3 miles) au sud-est de Lewes, Angleterre. L'écrivaine Virginia Woolf et son mari, l'activiste politique, journaliste et éditeur Leonard Woolf, achetèrent la maison en 1919, et reçurent des visiteurs célèbres liés au Bloomsbury Group, tels que T. S. Eliot, E. M. Forster, Roger Fry, et Lytton Strachey.
La sœur de Virginia, l'artiste Vanessa Bell, vivait près de là, à Charleston Farmhouse, dans le village de Firle, à partir de 1916, et bien que les maisons fussent de style différent, elles devinrent toutes deux des lieux de rencontres importants du Bloomsbury Group.

## La vie à Monk's House

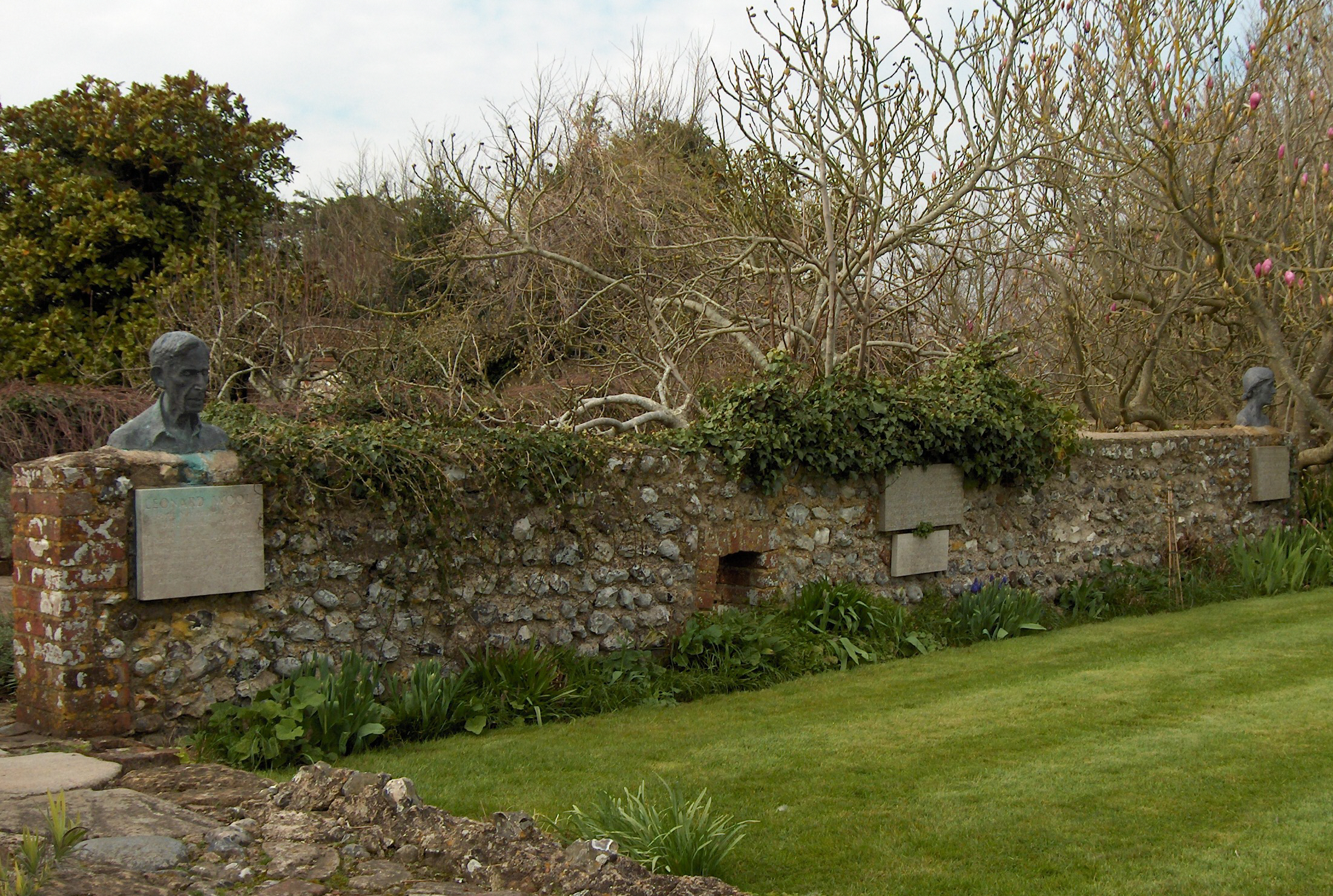
Bustes de Virginia et Leonard Woolf dans le jardin de Monk's House

Pendant les premières années de résidence des Woolf, Monk's House était de dimensions modestes avec un jardin de 3 000 m2 comprenant un verger et des dépendances. Les conditions de vie étaient sommaires, mais il y eut des changements et des rajouts au fil des ans, comme des améliorations de la cuisine, l'installation d'un fourneau, d'une salle de bain avec toilettes, et une extension de deux étages en 1929. En 1928, les Woolf achetèrent un champ voisin pour préserver les points de vue depuis le jardin vers le Mont Caburn.
Au départ, la maison avait été achetée pour devenir un lieu de séjour occasionnel, mais les Woolf passèrent de plus en plus de temps à Rodmell, jusqu'à y vivre à temps plein à partir de 1940, quand leur appartement à Mecklenburgh Square, Bloomsbury, Londres, fut endommagé pendant un raid aérien. La solitude de la vie à la campagne permettait à Virginia de se reposer des tumultes de Londres, et c'est dans une petite cabane en bois au fond du jardin qu'elle mit en forme plusieurs de ses romans. Son dernier roman, Entre les actes, publié de façon posthume en juillet 1941, est rempli de références à Rodmell, et aux traditions et valeurs de ses habitants.
En mars 1941, Virginia se suicida en se noyant dans la rivière Ouse. Leonard continua de vivre à Monk's House jusqu'à sa mort en 1969, et joua un rôle actif dans la vie de son village. Il était, avec Virginia, membre du Parti Travailliste de Rodmell, et il devint directeur de l'école du village dans les années 1930. Il était également trésorier et président de la Société d'horticulture de Rodmell et du district.

## Monk's House de nos jours
Après la mort de Leonard, la maison fut donnée en héritage à un ami proche, l'artiste Trekkie Parsons (en), née Ritchie, qui la vendit en 1972 à l'Université de Sussex. La maison fut finalement transférée au National Trust en 1980, et elle est accessible au public deux fois par semaine. Elle est administrée et entretenue pour le compte du National Trust par l'intermédiaire de Caroline et Jonathan Zoob, des conservateurs qui y résident.
Le rez-de-chaussée, comportant un salon, une salle à manger, une cuisine et la chambre de Virginia, est exposé au public, et l'on peut trouver la cabane d'écriture de Virginia au fond du jardin, avec des vues sur le Mont Caburn.

## Source
- (en) Cet article est partiellement ou en totalité issu de l’article de Wikipédia en anglais intitulé « Monk's House » (voir la liste des auteurs).